# 론치 마스크
이탈리아 물리학자 바스코 론치(Vasco Ronchi)의 이름을 따서 명명된 론치 괘선, 론치 격자 또는 론치 마스크는 일정한 간격의 막대 및 공간으로 구성되는 방형파 광학 대상 또는 마스크이다. 이러한 디자인은 반사 또는 조사에 의하여 정확하게 패턴이 된 광원 또는 정확한 균일성, 공간 주파수, 선명한 가장자리 정의 및 높은 명암비를 갖는 광 스톱(stop) 패턴을 생성한다.

## 제조
론치 마스크는 일반적으로 기판에 금속 크롬을 포토리소그래피 방식으로 증착하여 제조되는데, 이를 통해 거의 100%에 가까운 정확한 명암 패턴이 생성된다. 반사형 즉 조명형 유형의 경우, 사각형의 흰색의 세라믹 재료 또는 오팔 유리와 같은 난반사 또는 반투명 기판에 어두운 줄무늬가 인쇄된다. 반면에 투과형의 경우에는 투명한 유리 기판에 불투명한 줄무늬가 인쇄된다. 투과형은 그 뒤편에 반사체를 붙여서 조사형으로 작동하도록 쉽게 수정할 수 있다.

## 응용
론치 패턴으로 된 광학 테스트용 대상은 광학 이미징 시스템의 해상도, 대비, 왜곡, 수차 및 회절을 테스트하기 위한 정확한 신호를 제공한다. 망원경 거울을 제조할 때 론치 테스트 절차에 의하여 표면 형상의 품질을 평가하고 형상 수정에 대한 지침을 제공한다. 선형 엔코더의 괘선은 측정의 기본 정밀도를 제공하는 론치 괘선의 형태이다.
하나의 론치 장치는 1차원의 주기적인 패턴을 제공한다. 론치 투과형 마스크를 한쌍으로 쌓으면 직사각형 또는 마름모꼴 개구의 2차원 배열이 생성된다. 하나의 마스크를 다른 마스크에 대하여 상대적으로 이동하거나, 회전하거나, 주파수를 변화시키면 광범위한 실험실 테스트 패턴을 생성할 수 있다.
바티노프 마스크와 같은 망원경 초점 보조 장치는 인접한 복수의 론치 투과형 스톱 패턴으로 구성된다. 입구 개구부에 론치 마스크를 삽입하면 초점 조건에 따라 눈에 띄게 변화하는 회절 효과가 이미지에 생성된다.

## 같이 보기
- 1951년 USAF 해상도 테스트 차트